# Shishapangma
De Shishapangma (Tibetaans: ཤིཤསབངམ, wylie: shi sha sbang ma; Chinees: 希夏邦马峰, pinyin: Xīxiàbāngmǎ Fēng; Sanskriet: गोसैन्थान, Gosainthan) is de laagste van de veertien achtduizenders met een hoogte van 8027 meter. De berg ligt in zijn geheel in Tibet. Na de annexatie van Tibet door China, werden expedities niet toegelaten tot de berg, wat tot gevolg had dat de berg pas in 1964 werd beklommen door een Chinese klimexpeditie. Tot op heden zijn er geen Nederlanders op de top van de Shisha Pagma geweest. Een aantal Nederlanders, waaronder berggids Edward Bekker als eerste, kwamen tot de voortop, die zij vierden alsof de hoofdtop was bereikt.
Shi sha sbang ma betekent in het Tibetaans "top boven de grasvlakte"en hiervan is de Chinese naam Xīxiàbāngmǎ Fēng fonetisch afgeleid. In het Sanskriet wordt de berg Gosainthan genoemd, wat zoveel betekent als de plaats van de heilige. Een andere interpretatie, gebaseerd op de spelling Shisha Pangma, is dat de naam "Sherpa vrouw" betekent.
De Shishapangma werd voor eerst beklommen door een Chinese expeditie op 2 mei 1964 geleid door Xǔ Jìng. Behalve Xǔ Jìng maakten Zhāng Jùnyán, Wáng Fùzhōu, Wū Zōngyuè, Chén Sān, Soinam Dorjê (Suǒnán Duōjí), Chéng Tiānliàng, Migmar Zhaxi (Mǐmǎ Zháxī), Dorjê (Duōjí) en Yún Dēng deel uit van dit team.
Op 14 januari 2005 lukte de eerste winterbeklimming door de alpinisten Piotr Morawski en Simone Moro. De Fransman Jean-Christophe Lafaille was al eerder in winterse omstandigheden op de top geweest, echter 11 december 2004 was kalendertechnisch gezien nog herfst.